# Frankenstein Drag Queens From Planet 13
Frankenstein Drag Queens From Planet 13, även kallade FDQ är ett horrorpunkband från North Carolina, USA. De bildades 1996 och splittrades 2002 innan en återförening gjordes 2004. 2005 började bandet spela ihop igen. 2004 och 2006 släppte de en samlingsbox tryckt i endast 2666 exemplar under namnet Little Box of Horrors med alla sina skivor + extramaterial.

## Medlemmar
Senaste medlemmar
- Sicko Zero – trummor (1996, 1997–2000, 2005)
- Abby Normal – gitarr (1997), basgitarr (2005) (Abby Normal var tidigare med i Maniac Spider Trash)

Tidigare medlemmar
- Wednesday 13 – sång, gitarr, låtskrivare (1996–2002) (Wednesday 13 skrev alla låtarna och var sångare i Murderdolls)
- Seaweed – basgitarr (1996, 1997–2001)
- Rat Bastard – basgitarr (1996)
- RS Saidso – trummor (1997)
- Creepy – gitarr (1997)
- Syd – gitarr (1997–1998)
- Scabs – trummor (1997, 2001–2002)
- Ikky – keyboard, bakgrundssång (2000–2002)

Turnerande medlemmar
- It – basgitarr (2000–2001)

## Diskografi
Studioalbum
- The Late, Late, Late Show – (1996)
- Night of the Living Drag Queens – (1998)
- Songs from the Recently Deceased – (2000)
- Viva Las Violence – (2001)

EP
- Frankenstein Drag Queens from Planet 13 – (1997)

Singlar
- "Graverobbing U.S.A." / "Rock n' Roll" – (1999)
- "197666" / "Hey Mom, I Just Killed a Chicken" – (2000)
- "Dawn of the Dead" / "Anti-You" (delad singel med The Nerds) – (2000)
- "Hello Hooray" / "Kill Miss America" (delad singel med The Spook) – (2000)
- "Chop Off My Hand" / "Hey Mom, I Just Killed a Chicken" – (2001)
- "Love At First Fright" / "I Wanna Be Your Dog" – (2007)

Samlingsalbum
- 6 Years, 6 Feet Under the Influence – (2004)
- Little Box of Horrors – (2006)